# Speak My Mind
Speak My Mind est une mixtape sortie par la chanteuse R'n'B Beyoncé Knowles. Elle contient des chansons inédites et des pistes bonus de Dangerously in Love (son premier album studio) et des chansons enregistrées pour des bandes originales de film.

## Liste des pistes
Deux versions existent, une avec 15 pistes, et une avec la version non-remixée de Wishing on a Star et sans outro. Il y a aussi un ordre différent des pistes.

### Version standard
1. Intro : 0:12
2. My First Time (B. Knowles, Pharrell Williams, Chad Hugo) : 4:25
3. Fever (Eddie Cooley, John Davenport, Peggy Lee) : 4:34
4. What's It Gonna Be (Knowles, LaShaun Owens, Karrim Mack, Corte Ellis, Larry Troutman, Roger Troutman, Kandice Love) : 3:38
5. I Can't Take No More : 4:46
6. Crazy Feelings avec Missy Elliott : 4:32
7. Me, Myself and I (Grizzly Mix) avec Ghostface Killah (Knowles, Storch, Waller) : 4:57
8. Summertime avec P. Diddy : 3:52
9. Sexy Lil' Thug (Co-Ed Remix) avec 50 Cent, Lil Boosie & Max Manelli (Curtis James Jackson III, Andre Romelle Young, Michael Elizondo) : 4:33
10. Work It Out (Radio Edit) (Knowles, Pharrell Williams, Chad Hugo) : 3:22
11. Sexuality : 2:29
12. Wishing on a Star (Neptune's Remix) (Billie Rae Calvin) : 3:53
13. Keep Giving Your Love to Me :  3:08
14. Check on It (featuring Slim Thug) (B. Knowles, K. Dean, S. Garrett, A. Beyincé, S. Thomas) : 3:32
15. I'm Leaving : 3:02